# Fiumicello
Fiumicello (Flumisel in furlanisch) war vor dem 1. Februar 2018 eine Gemeinde in der Provinz Udine in Friaul, Italien mit zuletzt 4953 Einwohnern (Stand 31. Dezember 2016), seitdem ist sie Teil der neugegründeten Gemeinde Fiumicello Villa Vicentina.

## Geschichte
Die Gemeinde war bis zum Ende des Ersten Weltkriegs Teil der Grafschaft Görz und Gradisca, wobei sie dem Gerichtsbezirk Cervignano unterstellt war, der wiederum Teil des Bezirks Monfalcone war.

## Persönlichkeit
Der Romanist, Dialektologe und Fotograf Ugo Pellis (1882–1943) wurde in Fiumicello geboren.